# 14939 Norikura
14939 Norikura (1995 DG1) là một tiểu hành tinh vành đai chính được phát hiện ngày 21 tháng 2 năm 1995 bởi A. Nakamura ở Kuma Kogen.